# Menemerus soldani
Espèce
Synonymes
- Attus soldanii Audouin, 1826
- Salticus rufolimbatus Lucas, 1846
- Menemerus silver Wesołowska, 1999

Menemerus soldani est une espèce d'araignées aranéomorphes de la famille des Salticidae.

## Distribution
Cette espèce se rencontre en Égypte, en Tunisie et en Algérie.

## Description
Les mâles mesurent de 3,11 à 5,65 mm et les femelles de 4,68 à 4,97 mm.

## Systématique et taxinomie
Cette espèce a été décrite sous le protonyme Attus soldanii par Jean-Victor Audouin en 1826. Elle est placée dans le genre Menemerus par Eugène Simon en 1876.
Salticus rufolimbatus a été placée en synonymie par Simon en 1901.
Menemerus silver a été placée en synonymie par Youcef Alioua, Ben Belhout, Hacini Meriem, Hadj Mahamed Abderrahmane et Robert Bosmans en 2022.

## Publication originale
- Jean-Victor Audouin, « Explication sommaire des planches d'arachnides de l'Égypte et de la Syrie publiées par J. C. Savigny, membre de l'Institut ; offrant un exposé des caractères naturels des genres avec la distinction des espèces », dans Description de l'Égypte, ou Recueil des observations et des recherches qui ont été faites en Égypte pendant l'expédition de l'Armée française, t. 1, Paris, Charles-Louis-Fleury Panckoucke, 1826, partie 4, p. 99-186.